# Marko Markovič (Basketballspieler)
Marko Markovič (* 3. Dezember 1985) ist ein slowenischer Basketballspieler.
Zur Saison 2006/2007 wechselte Marko Markovič zu den Telekom Baskets Bonn. Zuvor spielte er für den slowenischen Zweitligisten Rudar Trbovlje. Dort erzielte er über 12 Punkte im Schnitt pro Spiel und wurde auch zum U-20 Nationalspieler seines Landes. In Bonn hat der 1,97 m große und 90 kg schwere Guard einen Vertrag bis zum Ende der Saison. Ab Oktober 2007 wird Markovič wieder in seiner Heimat für GD Hrastnik auf Korbjagd gehen.

## Stationen
- Rudar Trbovlje
- Telekom Baskets Bonn
- GD Hrastnik

| Personendaten    | Personendaten                  |
| ---------------- | ------------------------------ |
| NAME             | Markovič, Marko                |
| KURZBESCHREIBUNG | slowenischer Basketballspieler |
| GEBURTSDATUM     | 3. Dezember 1985               |